# Louis Ganne
Louis Gaston Ganne, född 5 april 1862 i Buxières-les-Mines, död 13 juli 1923 i Paris, var en fransk tonsättare och dirigent.
Ganne skrev baletter, komiska operor, operetter, sånger och de populära marscherna Le père la victoire och La marche lorraine. Han var elev till Théodore Dubois och César Franck.